# Malý Lipník
Malý Lipník este o comună slovacă, aflată în districtul Stará Ľubovňa din regiunea Prešov. Localitatea se află la altitudinea de 452 m deasupra n.m., se întinde pe o suprafață de 13,77 km2 și în 2017 număra 461 de locuitori.

## Istoric
Localitatea Malý Lipník este atestată documentar din 1715.

## Demografie
| An:                | 1994 | 2004   | 2014   | 2024   |
| ------------------ | ---- | ------ | ------ | ------ |
| Număr de persoane: | 480  | 458    | 454    | 484    |
| Diferență:         |      | −4,58% | −0,87% | +6,60% |

| An:                | 2023 | 2024   |
| ------------------ | ---- | ------ |
| Număr de persoane: | 467  | 484    |
| Diferență:         |      | +3,64% |